# Alberto Urroz
Alberto Urroz (né à Pampelune en 1970) est un pianiste classique espagnol.

## Biographie
Alberto Urroz étudie le piano avec Joaquín Soriano au Conservatoire Royal de Madrid. Il  déménage ensuite en Israël pour étudier avec Pnina Salzman à l'Université de Tel Aviv, puis il obtient une bourse d'études de l'État de Navarre afin de poursuivre ses études avec Oxana Yablonskaya à New York. Il se produit en tant que soliste partout en Europe, en Asie et aux États-Unis, notamment au Carnegie Hall à New York, au Sejong Center à Séoul, au Festival International de Santander et à Peralada en Espagne. Depuis 2004, il est directeur artistique et cofondateur du Festival international de musique Mendigorría en Espagne,.

## Discographie
En 2017, il enregistre une sélection de sonates de Domenico Scarlatti (K. 8, 9, 30, 44, 96, 97, 132, 133, 203, 208, 209, 213, 380 et 435) pour le label IBS.